# Robert Altman’s Last Radio Show
Robert Altman’s Last Radio Show ist der letzte vollendete Spielfilm des US-amerikanischen Regisseurs Robert Altman aus dem Jahr 2006. Die Komödie basiert lose auf der US-amerikanischen Radioshow A Prairie Home Companion von Garrison Keillor, der sich selbst spielt, und mischt dokumentarisch anmutende mit fiktionalen Elementen. Sie wurde unter anderem von den Filmstudios GreeneStreet Films, River Road Entertainment und Sandcastle 5 Productions produziert. Der Film startete am 9. Juni 2006 in den US-amerikanischen Kinos. Der offizielle deutsche Kinostart war am 12. April 2007. Gedreht wurde auf HDCAM.

## Handlung
Der Privatdetektiv Guy Noir berichtet von der Sendung zum dreißigjährigen Jubiläum der beliebten Radioshow A Prairie Home Companion, der er selbst an einem regnerischen Samstagabend in Saint Paul, Minnesota, als Sicherheitsmann beiwohnt. Während die beliebte Sendung im Zeitalter des Fernsehens zu überleben schien, wurde der Radiosender WLT von texanischen Investoren gekauft. Das kleine Theater soll nun einem Parkhaus weichen. Moderator Garrison Keillor lässt sich nichts anmerken und führt souverän mit fiktionalen Werbespots und Geschichten über eine erfundene Stadt namens Lake Wobegon das Publikum durch seine letzte Sendung.
Die beiden Schwestern Yolanda und Rhonda Johnson erinnern sich hinter der Bühne wehmütig an die gute alte Zeit zurück. Die Country-Sängerinnen hatten mit zwei weiteren Schwestern als vielversprechendes Quartett ihre Musikkarriere begonnen, Yolanda selbst hatte eine Liaison mit Keillor unterhalten. Mit von der Partie sind auch das ordinäre Cowboy-Gesangsduo Dusty und Lefty alias die Old Trailhands und Yolandas Tochter Lola. Der Teenager, der depressive Poesie verfasst, erhält spontan und ungeplant in der Show die große Chance, zum ersten Mal selbst als Sängerin die Radiobühne zu betreten als am Ende noch sechs Minuten Sendezeit übrig sind. Eine schwangere Bühnenarbeiterin, der erwartete Vertreter des neuen Besitzers und eine geheimnisvolle blonde Frau in Weiß, die den Tod des Showveteranen Chuck Akers herbeiführt, sorgen hinter den Kulissen für weitere Aufregung.

## Entstehungsgeschichte
Der Film basiert auf der Radiosendung A Prairie Home Companion von Garrison Keillor, die von 1974 bis heute jeden Samstag live von 17 bis 19 Uhr auf dem US-amerikanischen Sender National Public Radio ausgestrahlt wird. Der Name geht auf eine im Jahr 1969 existierende Radiosendung zurück, die sich nach dem Prairie Home Cemetery in Moorhead, Minnesota, benannte. Die Show wird in den USA von rund 590 Radiostationen übertragen, hat nach eigenen Angaben dort über 4 Millionen regelmäßige Zuhörer und wird außerdem über Satellit weltweit verbreitet. Seit 1978 gastiert A Prairie Home Companion im Fitzgerald Theatre in Saint Paul, Minnesota. Das Skript zum Film verfasste Garrison Keillor selbst, den Die Welt als „eine Art Harald Schmidt und Stefan Raab in einem“ bezeichnete. Das Drehbuch basiert auf einer gemeinsam verfassten fiktionalen Kurzgeschichte Keillors und Ken LaZebniks. Für die Produktion wurde der renommierte US-amerikanische Regisseur Robert Altman verpflichtet, der bereits mit seinem preisgekrönten Drama Nashville (1975) und mit Georgia (1995) erfolgreich hinter die schillernde Fassade der Country-Musik geblickt hatte. Neben Garrison Keillor, der sich selbst spielt, wurden so bekannte Schauspieler wie die Oscar-Preisträger Meryl Streep, Kevin Kline und Tommy Lee Jones sowie Woody Harrelson, Lindsay Lohan, Virginia Madsen, John C. Reilly und Lily Tomlin verpflichtet. Tomlin hatte 1975 in Robert Altmans Nashville ihr Kinodebüt als Schauspielerin gefeiert.
Die Dreharbeiten begannen am 29. Juni 2005 im Fitzgerald Theater in St. Paul und endeten knapp einen Monat später, am 28. Juli. Es war neben Niki Caros Kaltes Land die zweite große Filmproduktion, die im Jahr 2005 in Minnesota gedreht wurde. Für die Dreharbeiten wurden auch andere Theater in der Region von Minneapolis bzw. Saint Paul genutzt, sowie das Mickey’s Diner (36 W 9th Street), das als Wahrzeichen der Stadt gilt. Aus versicherungstechnischen Gründen stieß Paul Thomas Anderson als Regisseur auf Abruf zu den Dreharbeiten hinzu. Anderson, bekannt geworden durch Projekte wie Boogie Nights (1997) oder Magnolia (1999), sollte auf dem Regiestuhl Platz nehmen, falls der 80-jährige Robert Altman die Dreharbeiten nicht hätte beenden können.

## Songverzeichnis
| Nr. | Titel                                     | Komponist                          | Künstler                                                     | Länge |
| --- | ----------------------------------------- | ---------------------------------- | ------------------------------------------------------------ | ----- |
| 1   | Tishomingo Blues                          | Garrison Keillor, Spencer Williams | Garrison Keillor                                             | 1:58  |
| 2   | Gold Watch and Chain                      | A. P. Carter                       | Garrison Keillor und Meryl Streep                            | 2:39  |
| 3   | Mudslide                                  | Pat Donohue                        | The Guys All-Star Shoe Band                                  | 3:06  |
| 4   | Let Your Light Shine on Me                | Blind Willie Johnson               | Garrison Keillor, Robin und Linda Williams, Prudence Johnson | 2:50  |
| 5   | Coffee Jingle                             | Keillor, Kate MacKenzie            | Garrison Keillor und Jearlyn Steele                          | 0:52  |
| 6   | Summit Avenue Rag                         | Richard Dworsky                    | The Guys All-Star Shoe Band                                  | 2:44  |
| 7   | Guy's Shoes                               | Donohue                            | The Guys All-Star Shoe Band                                  | 0:42  |
| 8   | Whoop-I-Ti-Yi-Yo                          | Keillor, Traditional               | Woody Harrelson und John C. Reilly                           | 2:32  |
| 9   | Coming Down from Red Lodge                | Peter Ostroushko                   | The Guys All-Star Shoe Band                                  | 1:55  |
| 10  | You Have Been a Friend to Me              | Carter                             | L. Q. Jones                                                  | 2:27  |
| 11  | Old Plank Road                            | Robin und Linda Williams           | Robin und Linda Williams                                     | 2:50  |
| 12  | My Minnesota Home                         | Stephen Foster, Keillor            | Meryl Streep und Lily Tomlin                                 | 3:38  |
| 13  | A Bunch of Guys                           | Dworsky                            | The Guys All-Star Shoe Band                                  | 2:01  |
| 14  | Slow Days of Summer                       | Keillor                            | Garrison Keillor                                             | 3:02  |
| 15  | Frankie and Johnny                        | Keillor, Traditional               | Lindsay Lohan                                                | 2:05  |
| 16  | Waitin' for You                           | Donohue                            | The Guys All-Star Shoe Band                                  | 2:41  |
| 17  | Jens Jensen's Herring                     | Keillor, Traditional               | The Guys All-Star Shoe Band                                  | 0:47  |
| 18  | Red Red River Valley                      | Traditional                        | Garrison Keillor und Jearlyn Steele                          | 3:23  |
| 19  | Strappin' the Strings                     | Andy Stein                         | The Guys All-Star Shoe Band                                  | 2:27  |
| 20  | Goodbye to My Mama                        | Keillor                            | Meryl Streep und Lily Tomlin                                 | 3:28  |
| 21  | Bad Jokes                                 | Keillor                            | Woody Harrelson und John C. Reilly                           | 4:42  |
| 22  | The Day Is Short                          | Dworsky, Keillor                   | Jearlyn Steele                                               | 3:13  |
| 23  | Atlanta Twilight                          | Dworsky                            | The Guys All-Star Shoe Band                                  | 2:36  |
| 24  | Red River Valley / In the Sweet By-and-By | Traditional                        | Cast Ensemble                                                | 3:20  |
| 25  | Guy Noir                                  | Keillor                            | The Guys All-Star Shoe Band                                  | 2:26  |

## Rezeption
Robert Altman’s Last Radio Show wurde am 12. Februar 2006 auf den Internationalen Filmfestspielen von Berlin, der „Berlinale“, welturaufgeführt und war im dortigen Wettbewerb vertreten. Robert Altmans 86. Regiearbeit seit der Dokumentation Modern Football (1951) und insgesamt 37. Spielfilm wurde von den Kritikern gelobt und als ein hervorragend gespielter Ensemblefilm und liebevolle Hommage auf das Radio verstanden. Nach Vorführungen als Eröffnungsfilm auf dem South by Southwest Film Festival (10. März), in LaGrange, Georgia, (6. Mai) und in Italien (1. Juni) feierte die Komödie ihren offiziellen US-Kinostart am 9. Juni 2006. 2006 war Altman „für eine Karriere die wiederholt die Kunstform neu definiert und Filmemacher und Publikum ebenso inspiriert hat“ (offizielle Begründung der Academy of Motion Picture Arts and Sciences) mit dem Ehrenoscar ausgezeichnet worden. Der Preis wurde Altman, zuvor sieben Mal erfolglos als Regisseur und Drehbuchautor nominiert, am 5. März 2006 im Kodak Theatre in Hollywood von Meryl Streep und Lily Tomlin als Schauspielerinnen der Last Radio Show überreicht.

## Kritiken
- „Natürlich geht es in diesem Film darum, was soziale und kulturelle Identität, Vergangenheit und Zukunft, Leben und Kunst miteinander zu tun haben. Wie alle Filme von Robert Altman ist auch dieser hier ein Ensemblefilm, aber er ist auch viel mehr als die erstaunliche Summe herausragender Darstellerleistungen in einer heiter und mit leichter Hand zusammengefügten Verlustgeschichte. ‚A Prairie Home Companion‘ ist eine schamlos nostalgische Liebeserklärung an die amerikanische Populärkulturgeschichte und zugleich eine ganz undidaktisch vorgetragene Bitte um Nachsicht und Freundlichkeit.“ (Berliner Zeitung)
- „Tatsächlich hat dieser Film vieles, was man sich von einem späten Film eines verehrten Filmemachers erhofft, vor allem: eine ungeheure Souveränität im Einsatz seiner Mittel, eine freischwebende Lockerheit im Umgang mit seinem Stoff, eine spürbare Spielfreude aller Beteiligten und neben einer zarten Milde bei alldem soviel Stil, anders als so altmodisch läßt es sich nicht sagen, wie er selten geworden ist im Kino. Auch da, wo es einigermaßen deftig zugeht.“ (Frankfurter Allgemeine Zeitung)
- „Die Kämpfe, die Robert Altman austrägt, sind, so scheint es, nur noch rein ästhetischer Natur. Bereits in ‚The Company‘, seinem letzten Film, widmete er sich ganz den Konflikten, die eine Kunstform bestimmen. Damals war es das Ballett, diesmal ist es das Radio, dem er mit ‚A Prairie Home Companion‘ eine wunderbare Hommage gewidmet hat. Es war der leichteste und zugleich anspruchsvollste Film des Tages, mit furiosen Darstellern (Meryl Streep, Tommy Lee Jones, Kevin Kline, Lily Tomlin) und einer raffinierten Konstruktion, durch die gleich drei Medien zusammenkommen.“ (Der Spiegel)
- „Es ist ein schöner, warmer, witziger Film geworden … ‚A Prairie Home Companion‘ ist so liebenswert, so widerstandslos dahingleitend, dass ich mich hin und wieder nach Unnostalgischem gesehnt habe, nach einem anderen Ziel als dem, noch ein paar Jahre weitermachen zu dürfen mit dem, was man gut kann und immer getan hat. Robert Altmans 37. Werk hat etwas von der heiteren Resignation alter Männer, die auf Parkbänken sitzen und Butterbrot essen.“ (Der Tagesspiegel)
- „Robert Altmans letzter Film ist ein heiter-melancholischer Blick auf ein Stück amerikanischer Radiokultur und zugleich eine intelligente Reflexion über Tod und Abschied, deren Inszenierung noch einmal die ganze Kunstfertigkeit des Regisseurs zeigt. Kinotipp der katholischen Filmkritik“ (Lexikon des Internationalen Films)[3]

## Auszeichnungen
Robert Altmans Film galt bei der Berlinale als Favorit auf den Goldenen Bären für den besten Film, musste sich aber Jasmila Žbanićs Nachkriegsdrama Esmas Geheimnis – Grbavica geschlagen geben. Dennoch wurde die Komödie von der Leserjury der Berliner Morgenpost ausgezeichnet. Von den US-amerikanischen Kritikerverbänden wurde Last Radio Show weitestgehend ignoriert und nur Nebendarstellerin Meryl Streep gewann sowohl für ihre Rolle als Yolanda als auch für ihren Oscar-nominierten Part in David Frankels Der Teufel trägt Prada den Preis der National Society of Film Critics Awards. Bei der Verleihung der Independent Spirit Awards war Altman posthum für den Regiepreis nominiert, die Auszeichnung ging jedoch an Jonathan Dayton und Valerie Faris (Little Miss Sunshine).
Berlinale 2006
- Leserpreis der Berliner Morgenpost
- nominiert für den Goldenen Bären als Bester Film

Bodil 2007
- nominiert als bester amerikanischer Film

Broadcast Film Critics Association Awards 2007
- nominiert in der Kategorie Bestes Schauspielensemble

Chicago Film Critics Association Awards 2006
- nominiert in der Kategorie Bestes adaptiertes Drehbuch

Gotham Awards 2006
- nominiert in der Kategorie Bestes Schauspielensemble

Independent Spirit Awards 2007
- nominiert in der Kategorie Beste Regie

National Society of Film Critics Awards 2007
- Beste Nebendarstellerin (Meryl Streep)

Satellite Awards 2006
- nominiert in den Kategorien
  - Beste Nebendarstellerin (Lily Tomlin)
  - Bestes adaptiertes Drehbuch